# DEN 1048-3956
Den 1048-3956 é uma estrela anã marrom localizada a 13,17 anos-luz da Terra, na constelação de Antlia. É uma das estrelas mais próximas da Terra. Tem pouca luminosidade, com uma magnitude aparente de 17,39.